# Bjørn Ploug
Bjørn Ploug (født 22. januar 1912 i Gedesby, død 5. april 1996) var en dansk skuespiller.
Ploug blev uddannet på provinsturnéer og fungerede efterfølgende som skuespiller og regissør ved en række teatre. Han var gennem 19 år tilknyttet Parkteatret i København og blev derefter overregissør ved Det Ny Teater. Samtidig havde han roller på film og tv, ligesom han var revyforfatter.

## Filmografi
- Far til fire i højt humør (1971)
- Fængslende feriedage (1978)
- Honningmåne (1978)
- Attentat (1980)
- Verden er fuld af børn (1980)
- Øjeblikket (1980)
- Undskyld vi er her (1980)
- Olsen-bandens flugt over plankeværket (1981)

## Tv-serier
- En by i Provinsen (1977-1980)